# Догоним! Доженемо!
Догоним! Доженемо! — спільний сингл українських гуртів Друга Ріка та Токіо, який було випущено 23 жовтня 2008 року. Композиція існує у двох варіантах — україномовно-російськомовна, яка увійшла на альбом-збірку Другої Ріки — THE BEST 1999 - 2009 (2009) та російськомовній, яка увійшла на студійний альбом Токіо — Реальная Любовь (2010). Російська версія синглу стала саундтреком до комп'ютерної гри Need for Speed: Shift.

## Про сингл
Пісню було написано в рамках проекту гурту Друга Ріка «Rock'n'roll Saves the World», який музиканти здійснювали, створюючи спільні композиції з рок-командами інших країн. Данна пісня є першою у данній серії, другою стала Світ на різних берегах (Her şey yolunda) з гуртом Mor ve Ötesi у 2010 році.

## Музичний кліп
На підтримку синглу було знято відеокліп у Києві на площі Льва Толстого. Режисером став Віктор Скуратовський.

## Список композицій
| #  | Назва                                          | Тривалість |
| -- | ---------------------------------------------- | ---------- |
| 1. | «Догоним! Доженемо! (дует Друга Ріка & Токіо)» | 3:08       |
| 2. | «Догоним! (версія Токіо)»                      | 3:40       |

## Учасники запису
Друга Ріка
- Валерій Харчишин — вокал
- Олександр Барановський — гітара
- Дорошенко Олексій — ударні
- Біліченко Сергій — гітара
- Віктор Скуратовський — бас-гітара
- Сергій Гера — клавішні

Токіо
- Ярослав Малий — вокал

## Чарти
| Чарт (2008)                                                  | Позиція |
| ------------------------------------------------------------ | ------- |
| Ukraine Top 40 [Архівовано 20 січня 2018 у Wayback Machine.] | 17      |